# Альфонс Моншаблон
Альфонс Моншаблон (фр. Alphonse Monchablon; повне ім'я Xavier Alphonse Monchablon; 12 червня, 1835–1907) — французький академічний художник.

## Біографія
Народився 12 червня 1835 року в містечку Авіллер департаменту Вогези. Був далеким родичем іншого відомого художника Жана Моншаблона.
Його батько був художником-аматором і вчителем; він дав Альфонсу перші уроки живопису. Потім він навчався літографії в місті Міркур. У 1856 році, навчався в паризькій Школі красних мистецтв у Себастьяна Корню (1804—1870) і Марка Глейра. У 1862 році Моншаблон отримав друге місце Римської премії, а в наступному році — перше зі своєю картиною, яка зображує Йосипа Прекрасного з його братами. У 1866 році Альфонс Моншаблон дебютував на Паризькому салоні. Згодом багато виставлявся; був вшанований низкою медалей, зокрема, золотою медаллю на Всесвітній виставці 1900 року в Парижі.
Художник був також відомий своїми гравюрами для творів Віктора Гюго. Він став кавалером ордену Почесного легіону в 1897 році.
Його син Едуард (1879—1914) теж був художником, отримав Римську премію живопису в 1903 році. Його донька Габрієлла була одружена з відомим флейтистом Луї Флері, стала успішною концертною піаністкою.

## Праці
Крім художніх полотен, Моншаблон створив численні фрески на релігійні теми; зокрема, в склепі в Домремі, семінарії в Анже і в каплиці Конгрегації Ісуса і Марії у Версалі. Також виконав фреску під назвою «Слава Лотарингії» для амфітеатру філологічного факультету Лотарингського університету в Нансі. 

Деякі праці
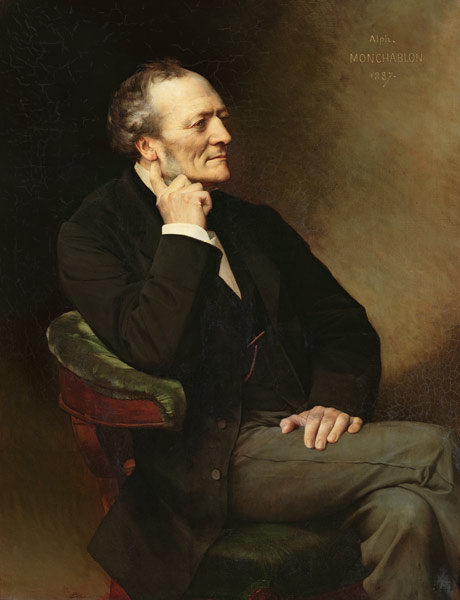
Луї Бюффе
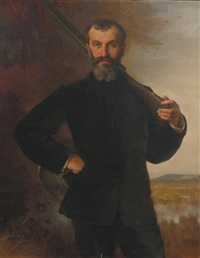
Портрет мисливця
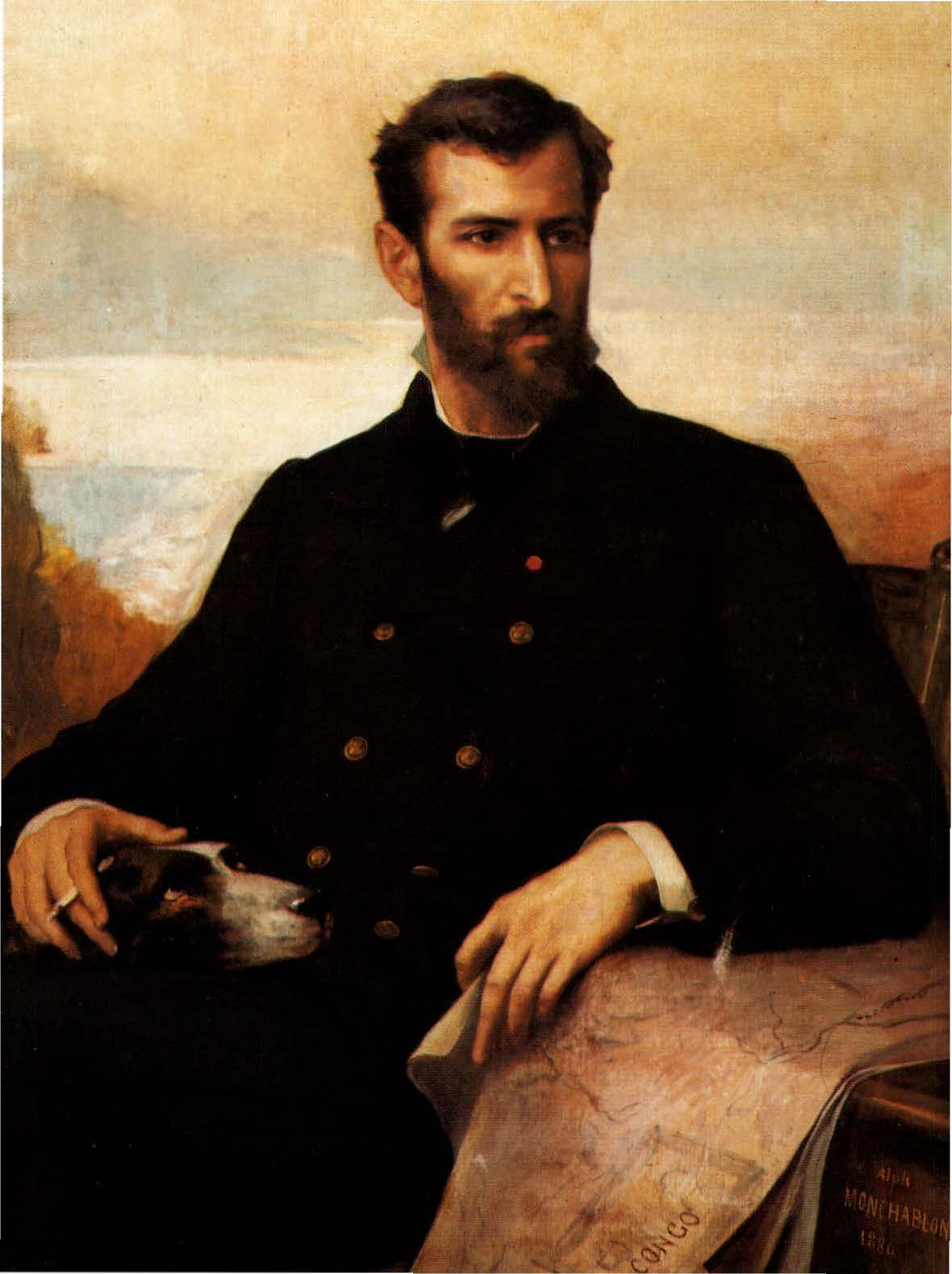
П'єр Саворньян де Бразза